# Sobór św. Aleksandra Newskiego w Krasnodarze
Sobór św. Aleksandra Newskiego – prawosławny sobór w Krasnodarze, wzniesiony w latach 1853–1872, wysadzony w powietrze w 1932 i odbudowany w latach 2003–2006.

## Historia
Budowę świątyni rozpoczęto w 1853, a zakończono w 1872. Kamień węgielny pod budowę cerkwi poświęcił archimandryta Nikon. Poświęcenie obiektu miało miejsce 8 listopada tego roku, dokonał go biskup kaukaski i jekatierinodarski Teofilakt. Była to pierwsza murowana cerkiew w Jekatierinodarze, wzniesiona z przeznaczeniem na główny sobór Kozaków kubańskich. Autorami projektu byli bracia Iwan i Jelisiej Czernik, architekci wykształceni w Petersburskiej Akademii Sztuk Pięknych, Kozacy kubańscy. Budowa soboru przeciągnęła się m.in. z powodu wojny krymskiej i kosztowała ponad 200 tys. rubli. W 1888 sobór odwiedzili car Aleksander III z małżonką Marią oraz synami Mikołajem i Jerzym. Druga wizyta cara w świątyni miała miejsce w 1914, gdy do Jekatierinodaru przybył Mikołaj II.
Sobór został w 1929 zamknięty i zamieniony na dom kultury i muzeum ateizmu. Zniszczono cerkiewne kopuły i zdjęto krzyże. Trzy lata później rada miejska Krasnodaru zdecydowała o rozbiórce budowli sakralnej, którą przeprowadzono jeszcze w tym samym roku.
W 1995 na placu, gdzie pierwotnie znajdował się sobór, ustawiono kaplicę św. Aleksandra Newskiego. Następnie z inicjatywy gubernatora Kraju Krasnodarskiego przystąpiono do odbudowy obiektu na podstawie projektu wybranego drogą konkursu, autorstwa W. Gołowierowa. Kamień węgielny pod budowę świątyni wyświęcił w 2003 metropolita jekatierinodarski i kubański Izydor, natomiast gotowy sobór konsekrował 28 maja 2006 metropolita smoleński i kaliningradzki Cyryl.

## Architektura
Sobór został wzniesiony w stylu rosyjsko-bizantyjskim, z cegły. Jest świątynią pięciokopułową, z czterema dzwonnicami rozmieszczonymi w bocznych kopułach w narożnikach budynku. Kopuły budynku pomalowano na zielono i zwieńczono złotymi krzyżami prawosławnymi.
We wnętrzu soboru urządzono ołtarze św. Aleksandra Newskiego i św. Michała Archanioła – tradycyjnych rosyjskich patronów wojska. Przed ołtarzem głównym ustawiono porcelanowy złocony ikonostas wykonany w pracowni Fiodora Rubcowa, z ikonami arteli Firsa Żurawlowa. Ani ikonostas, ani znajdujące się w nim ikony nie zachowały się. Po odbudowie do soboru wstawiono nowy ikonostas z marmuru.